# Jean Dampt
Jean Baptiste Auguste Dampt né le 2 janvier 1854 à Venarey-les-Laumes et mort le 26 septembre 1945 à Dijon est un sculpteur, médailleur, ébéniste et bijoutier français.
Son œuvre appartient au courant du symbolisme et de l'Art nouveau.

## Biographie

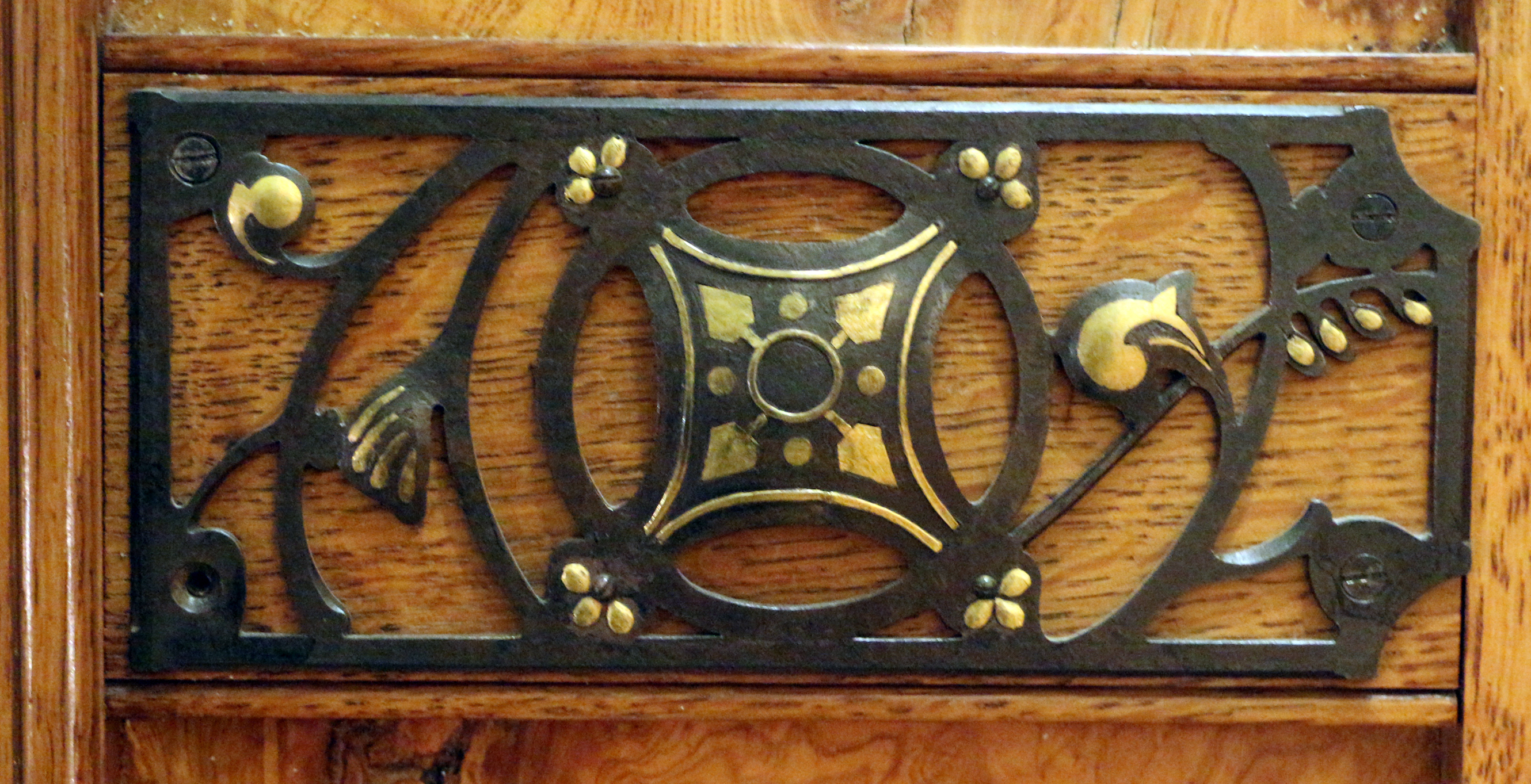
Élément du décor de la salle du Chevalier de l'hôtel de la comtesse René de Béarn (1900-1906), Paris, musée d'Orsay.

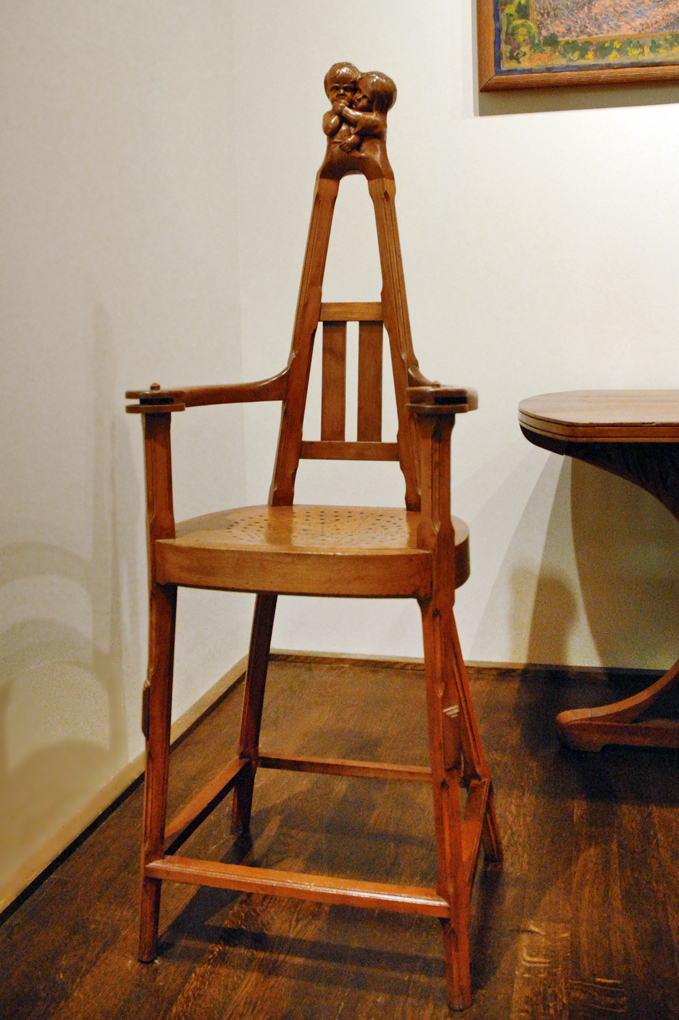
Chaise haute d’enfant (vers 1897), Paris, musée des Arts décoratifs.

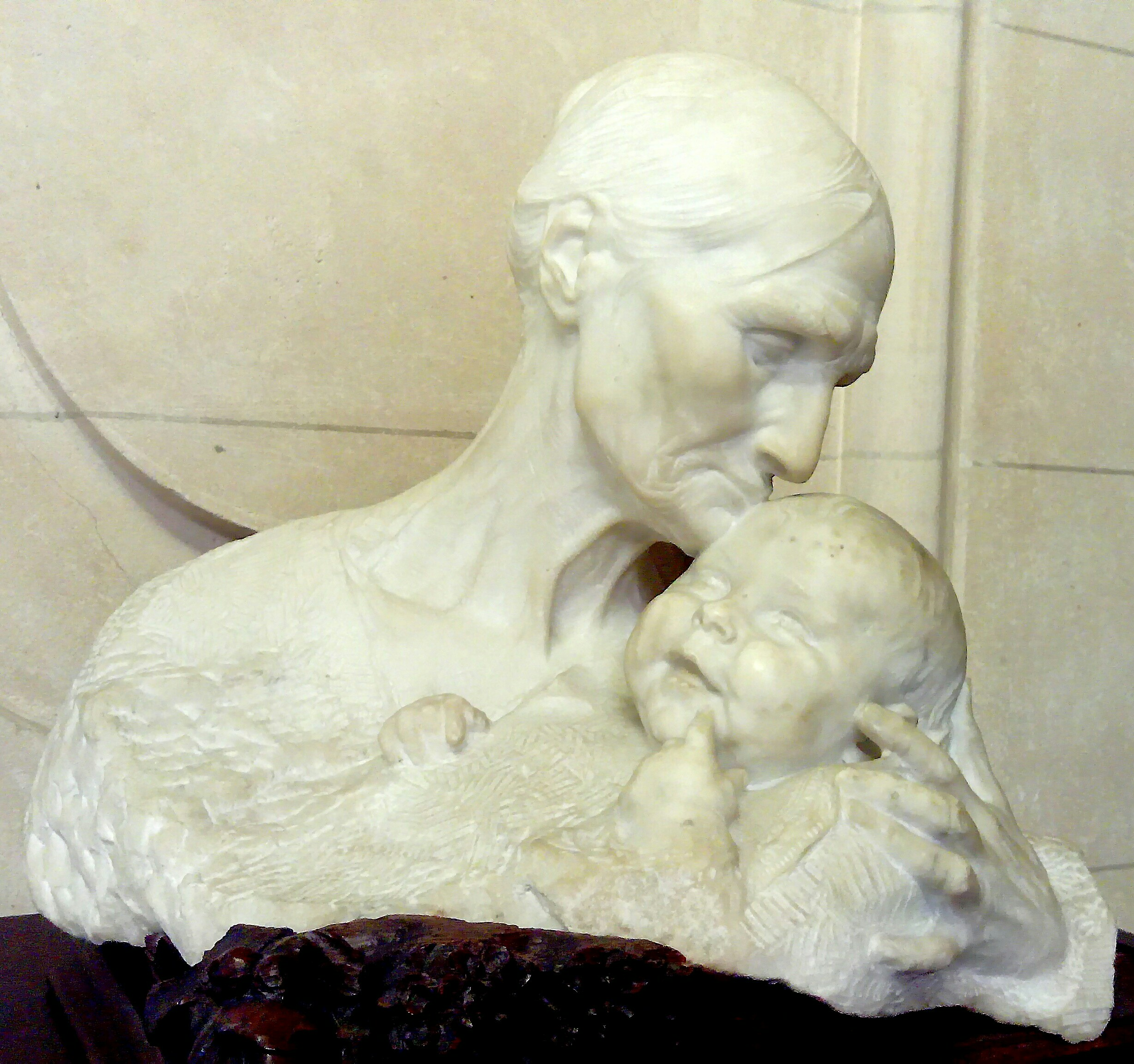
Le Baiser de l'aïeule (1892), marbre et bois, Paris, musée d'Orsay.

Fils d'un ébéniste, Jean Dampt étudie à l'École des beaux-arts de Dijon, puis, en 1874, sous la direction de François Jouffroy et Paul Dubois à l'École des beaux-arts de Paris. Il débute au Salon de la Société des artistes français de 1876 avec son Buste de l'architecte Belot. Il obtient le deuxième prix de Rome en sculpture de 1877. Il effectue son service militaire puis organise un Salon de la Société des amis de la Côte-d'Or pour favoriser l'art dans sa région. Il participe au groupe « Les Cinq », qui devient « L’Art dans tout », avec Alexandre Charpentier, Félix Albert Anthyme Aubert, Henry Nocq, Charles Plumet, et François-Rupert Carabin, et noue des liens d'amitié avec Pascal Dagnan-Bouveret et Carlos Schwabe,. En 1885, il a pour praticien François Pompon.
Il est membre de la délégation de la Société nationale des beaux-arts de 1901 à 1905.
Il est élu membre de l'Institut en 1919, auquel il lègue 600 000 francs dont la rente fut attribuée à un prix de sculpture religieuse.
Jean Dampt bénéficie du mécénat de la comtesse Martine-Marie-Pol de Béhague pour laquelle il réalise la Salle du Chevalier (Paris, musée d'Orsay) et le petit groupe en acier, ivoire et or Le Chevalier Raymondin et La Fée Mélusine dont Émile Verhaeren estime « qu'il s'agit d'une œuvre de celles qui marquent une date ». Il apparaît comme un « militant idéaliste ». Joséphin Peladan écrit : « Dampt doit être considéré comme un des plus nobles artistes de ce temps : à un savoir considérable, il joint une conscience extrême et une véritable volonté de l'idéal. »
Il travaille le marbre, le bronze mais aussi l'or, l'argent et l'ivoire et a conçu quelques bijoux et des meubles.
Certaines de ses sculptures sont conservées au musée des Beaux-Arts de Dijon, et plusieurs œuvres sont exposées à Paris dans la section Art nouveau du musée d'Orsay.
Il est enterré au cimetière de Grignon (Côte-d'Or).

## Distinctions
- Chevalier de la Légion d'honneur en 1889[2].
- Officier de la Légion d'honneur en 1900[2].
- Commandeur de la Légion d'honneur en 1926[2].

## Œuvres dans les collections publiques

### Sculpture
- Amiens, musée de Picardie : La Fin du rêve, 1889, marbre et bronze.
- Bergues, mairie : Claude Cochin, député mort pour la France, 1923, haut-relief en pierre.
- Dijon, musée des Beaux-Arts :
  - Diane pleurant la mort d'Actéon, 1887, marbre, 156 × 30 × 30 cm[8] ;
  - Le Baiser de l'aïeule, avant 1892, plâtre, 53 × 54 × 41 cm[9] ;
  - L'Enfant à la pomme, 1895, marbre ;
  - Petit sphinx, 1898, grès, 26 x 40 x 20 cm[10];
  - La Paix au foyer, 1900, plâtre, 50 x 24 cm x 22 cm[11] ;
  - Mignon, 1902, marbre[12] ;
  - L'Enfant aux cerises, 1904, ivoire et bois, 37 x 39 x 24 cm[13];
  - La Victoire, v. 1910, cire, 44 cm[14] (maquette pour la figure destinée à couronner le Monument de la Victoire et du Souvenir à Dijon).
- Paris :
  - musée d'Orsay :
    - Saint Jean-Baptiste, 1881, marbre[15] ;
    - Avant la fantasia, souvenir de Tanger, 1885, statuette en bronze[16] ;
    - Le Baiser de l'aïeule, 1892, double buste en marbre et bois[17] ;
    - Jean Dagnan-Bouveret enfant, 1895, buste en marbre[18] ;
    - La Comtesse de Béarn ou Réflexion, 1897, plâtre, gypse et pierre, 30,6 × 13,7 × 20 cm[19],[20] ;
    - Moissonnage, 1903, médaillon en cuivre[21] ;
    - Labourage, 1903, médaillon en cuivre[22] ;
    - Tête de bélier, 1918, haut-relief en pierre[23].

  - Petit Palais : Buste d'Edmond Aman-Jean, 1892, bronze.

### Mobilier
- Dijon, musée des Beaux-Arts : Lit “Les Heures”, 1896[24].
- Paris :
  - musée des Arts décoratifs :
    - Chaise haute d’enfant, vers 1897[25] ;
    - Élément du décor de la salle du Chevalier de l'hôtel de la comtesse René de Béarn, 1900-1906.

  - musée d'Orsay : 
    - Chiffonnier, vers 1895[26] ;
    - Chenet, entre 1900 et 1906, fer forgé[27].